# Tầng Seland
| Hệ/ Kỷ                               | Thống/ Thế | Bậc / Kỳ   | Tuổi (Ma)    | Tuổi (Ma) |
| ------------------------------------ | ---------- | ---------- | ------------ | --------- |
| Neogen                               | Miocen     | Aquitane   | trẻ hơn      |           |
| Paleogen                             | Oligocen   | Chatti     | 23.03 - 28.1 |           |
| Paleogen                             | Oligocen   | Rupel      | 28.1 - 33.9  |           |
| Paleogen                             | Eocen      | Priabona   | 33.9 - 37.8  |           |
| Paleogen                             | Eocen      | Barton     | 37.8 - 41.2  |           |
| Paleogen                             | Eocen      | Lutetia    | 41.2 - 47.8  |           |
| Paleogen                             | Eocen      | Ypres      | 47.8 - 56    |           |
| Paleogen                             | Paleocen   | Thanet     | 56 - 59.2    |           |
| Paleogen                             | Paleocen   | Seland     | 59.2 - 61.6  |           |
| Paleogen                             | Paleocen   | Đan Mạch   | 61.6 - 66    |           |
| Creta                                | Thượng     | Maastricht | cổ hơn       |           |
| Phân chia Paleogen theo ICS, 8/2018. |            |            |              |           |

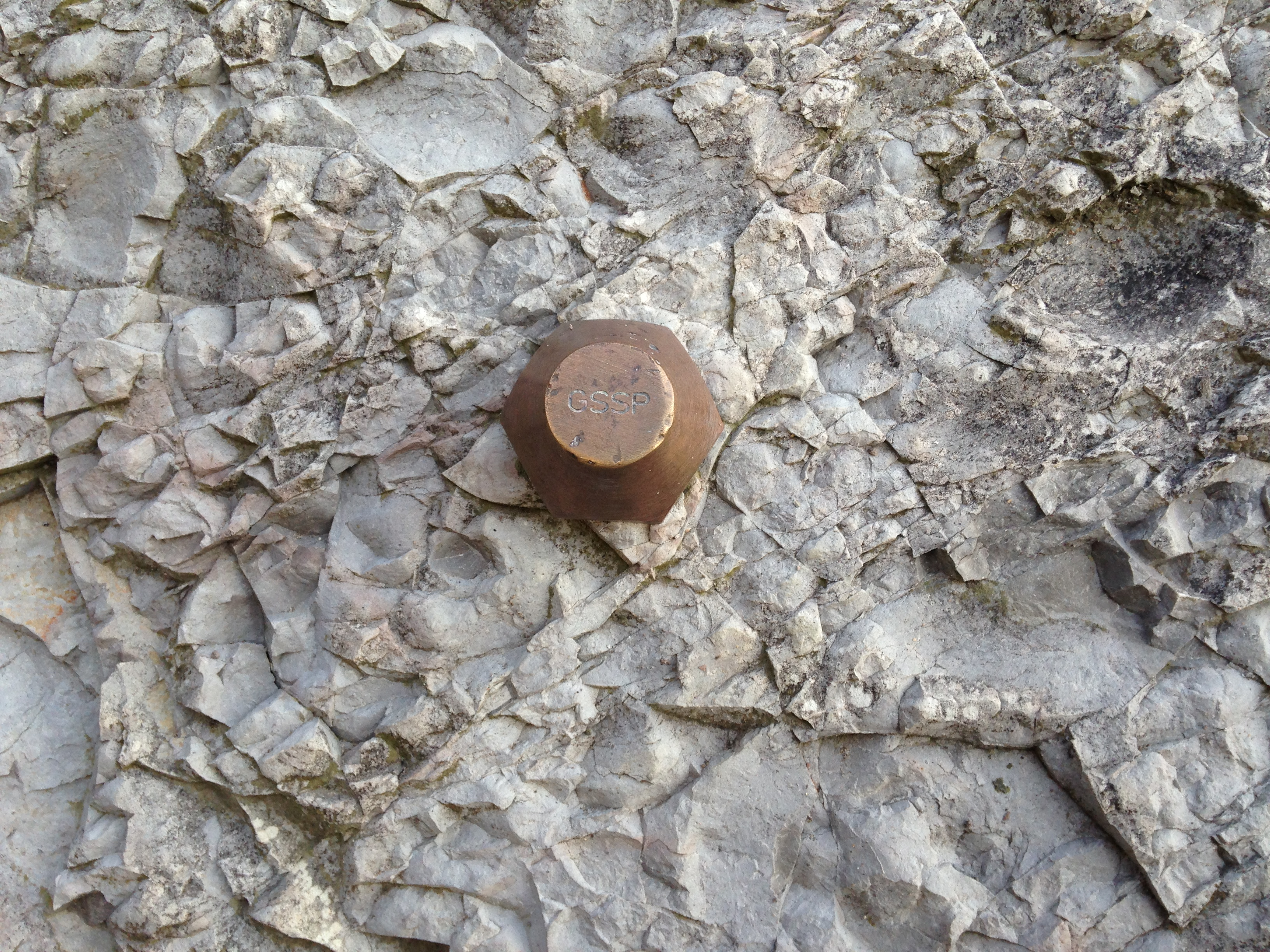
GSSP đánh dấu ranh giới dưới của tầng Seland tại Itzurun, Tây Ban Nha

Tầng Seland hay Paleocen giữa là một tầng của thế Paleocen. Nó kéo dài từ khoảng 61,6 ± 0,2 Ma tới khoảng 59,2 ± 0,2 Ma (Ma: Megaannum, triệu năm trước).
Tầng Seland kế tục tầng Đan Mạch, và tiếp sau là tầng Thanet, đều của cùng thế Paleocen.
Tên gọi của tầng này được đặt cho các địa tầng đại dương của Sjælland (Seeland/Zealand), một đảo lớn của Đan Mạch.

## Động thực vật
Hệ động vật của Seland bao gồm những con rắn khổng lồ (Titanoboa), cá sấu, Choristodera, Gastornithiformes, Strigiformes; và một số dạng cổ xưa của động vật có vú, chẳng hạn như Mesonychia, Pantodonta, họ hàng linh trưởng Plesiadapiforms và Multituberculata.
Hệ thực vật bao gồm xương rồng, dương xỉ và cây cọ.